# Modulaire elliptische kromme
Een modulaire elliptische kromme is een elliptische kromme E, die een parametrisatie X0(N) → E door een modulaire kromme toelaat. Dit is niet hetzelfde als een modulaire kromme, die toevallig ook een elliptische kromme is, iets wat een elliptische modulaire kromme genoemd kan worden. De modulariteitsstelling, voorheen bekend als het vermoeden van Taniyama-Shimura, stelt dat elke elliptische kromme, die wordt gedefinieerd over de rationale getallen, modulair is.